# Puckelsnurrsnäcka
Puckelsnurrsnäcka (Steromphala tumida) är en snäckart som först beskrevs av Montagu 1803.  Puckelsnurrsnäcka ingår i släktet Steromphala och familjen virvelsnäckor, Trochidae. Arten är reproducerande i Sverige. Inga underarter finns listade i Catalogue of Life.